# Językoznawstwo ogólne
Językoznawstwo ogólne – nauka o uniwersalnych regułach budowy i struktury języków świata, badająca też funkcje języka. Językoznawstwo ogólne pojawiło się w związku z potrzebą opisu języków obcych.
Jest zwykle dzielone na szereg dziedzin, stanowiących mniej lub bardziej niezależne kierunki badawcze. Należą do nich:
- fonetyka – nauka o dźwiękach (głoskach, fonemach) używanych w poszczególnych językach świata,
- fonologia – nauka o fonemach, stanowiących podstawowe wzory dźwięków w danym języku,
- językoznawstwo historyczne – nauka badająca dzieje poszczególnych języków, a także podobieństwa w słownictwie i gramatyce pomiędzy językami spokrewnionymi,
- morfologia – nauka o wewnętrznej budowie wyrazów,
- pragmatyka – nauka o użyciu wyrazów i wyrażeń (dosłownym, przenośnym itd.) w aktach komunikacji,
- semantyka – nauka badająca znaczenia wyrazów i zdań z nich zbudowanych,
- składnia – nauka badająca sposoby tworzenia zdań z wyrazów,
- stylistyka – nauka badająca style języka,
- typologia języków – nauka badająca właściwości gramatyczne języków świata.

Odrębną dziedziną badań jest dociekanie istoty i właściwości języka i zdolności ludzi do posługiwania się językiem. Dla każdego człowieka język ojczysty stanowi część naturalnego środowiska, bez którego trudno funkcjonować. Według Ireneusza Iredyńskiego „człowiek jest zanurzony w języku jak ryba w wodzie”.
Zdolność posługiwania się językiem ma charakter naturalny, choć człowiek jako dziecko przyswaja sobie konkretny język w wyniku kontaktu z rodzicami i innymi ludźmi. Człowiek jest także w stanie stworzyć język sztuczny, by następnie komunikować się przy jego pomocy z innymi ludźmi. Wiedza językowa ma charakter synkretyczny, tzn. w komunikacji językowej zawsze występują inne czynniki, które w różnym stopniu wpływają na używanie języka. Ponadto ludzie komunikują się ze sobą nie tylko przy pomocy języka, którego rola jest taka, jaką wymaga środowisko.
Każdy język posiada cechy autogenetyczne, tj. formalne właściwości, których użytkownik języka zazwyczaj nie zna. Na naszą interpretację dowolnego tekstu wpływa nie tylko język, ale także środowisko. Spośród konwencji pozajęzykowych, które współpracują z językiem w komunikacji międzyludzkiej i określają rozumienie treści, najważniejszą rolę odgrywa wiedza o świecie, czyli konwencja encyklopedyczna, której towarzyszy komunikowanie i bez której komunikowanie się byłoby niemożliwe. Na podstawie tej wiedzy w rozmaity sposób interpretuje się np. zdania czy wypowiedzi, które mają jednakową strukturę językową np. matka daje córce sukienkę i matka szyje córce sukienkę (matka szyje, myśli o tym, że uszyje i oddaje córce sukienkę). Mówić znaczy zatem nie tylko znać reguły językowe, ale też należeć do pewnej kultury.
Językoznawstwo ogólne pozwala właśnie na wykrycie informacji, która bezpośrednio zakodowana jest w formach języka, niezależnie od towarzyszących im kontekstom użycia.